# 小行星1243
小行星1243（1243 Pamela）是一颗围绕太阳公转的小行星。1932年5月7日，西里爾·傑克遜在约翰内斯堡发现了此天体。
該小行星以發現者的女兒帕梅拉（Pamela）命名。
这颗小行星的绝对星等为58.0485550464801等。